# Gonyleptidae
Gonyleptidae è una famiglia di Aracnidi dell'ordine Opiliones, che comprende circa 820 specie, i cui membri sono lunghi da 0,5 a 1,4 cm. I membri di questa famiglia hanno il corpo tozzo con l'estremità posteriore ampia, a volte appiattita. Molte specie sono brillantemente colorate. La prima parte delle zampe posteriori è ingrossata e può portare spine aguzze. Gli occhi sono vicini, su una piccola protuberanza. I maschi tendono ad essere più piccoli e ad avere zampe più spinose delle femmine. Attivi dopo il crepuscolo, producono sostanze chimiche per scoraggiare i predatori.

## Ciclo biologico
Le uova sono deposte in posti umidi e riparati. In genere le femmine non si curano delle uova, sebbene esista una specie in cui la femmina costruisce un riparo di fango a protezione di se stessa e delle uova.

## Distribuzione
Soprattutto nelle foreste tropicali sudamericane. Sotto i tronchi e i sassi.

## Sottofamifglie
Sono state per ora definite all'interno della famiglia dei Gonyleptidae 16 sottofamiglie, 284 generi e 823 specie: 
- Ampycinae (2 generi; 3 specie)
- Bourguyiinae (8; 15)
- Caelopyginae (9; 29)
- Cobaniinae (1; 2)
- Goniosomatinae (5; 46)
- Gonyassamiinae (2; 3)
- Gonyleptinae (38; 142)
- Hernandariinae (4; 12)
- Heteropachylinae (8; 11)
- Metasarcinae (13; 25)
- Mitobatinae (1; 45)
- Pachylinae (129; 400)
- Pachylospeleinae (1; 1)
- Progonyleptoidellinae (10; 17)
- Sodreaninae (4; 5)
- Tricommatinae (29; 51)